# Jürgen Zieger
Pour les articles homonymes, voir Zieger.
Jürgen Zieger (né le 8 mars 1955 à Rode-le-Duc) est un homme politique allemand (SPD). Il est maire de la ville d'Esslingen am Neckar dans le Bade-Wurtemberg. Zieger est marié et père de trois enfants.

## Biographie
Zieger étudie l'architecture de 1973 à 1977 à la FH d'Aix-la-Chapelle et en 1977 et 1980 l'urbanisme et l'aménagement du territoire à l'Université d'Oldenbourg, où il travaille sur son projet de thèse de 1982 à 1986 et obtient un doctorat en économie et sciences sociales. 
De 1981 à 1984, Zieger travaille comme urbaniste dans un bureau de planification du développement municipal et comme pigiste et partenaire dans une association de planification dans le domaine du développement résidentiel et urbain. De 1984 à 1985, Zieger est urbaniste au service de la construction municipale de Singen am Hohentwiel. De 1985 à 1988, il dirige le service municipal du bâtiment de la ville d'Oberkochen comme maître d'œuvre. De 1988 à 1997, il est maire de Neckarsulm. Au cours de la même période, il est assistant technique à Neckarsulm et est réélu à l'unanimité en tant qu'assistant technique en 1996 pour le deuxième mandat. 
En 1993, Zieger rejoint le SPD. Il est lord-maire d'Esslingen am Neckar depuis 1998. En mars 2021, il annonce qu'il prendra sa retraite fin septembre 2021, un an avant la fin normale de son mandat. 